# Southwest Golf Classic
O Southwest Golf Classic foi um torneio masculino de golfe no PGA Tour, que foi disputado entre os anos de 1981 e 1988 no Fairway Oaks Golf & Racquet Club, em Abilene, Texas.
No ano de 1981, Tom Weiskopf vence a primeira edição do torneio. Terminou com duas tacadas de vantagem sobre o norte-americano Gil Morgan.
Em 1988, Tom Purtzer vence a última edição do torneio. Ele fez uma última volta de 64 tacadas, antes de derrotar o Mark Brooks no primeiro buraco do playoff de morte súbita.